# Divisionsgeneral-Stasys-Raštikis-Militärschule Litauens

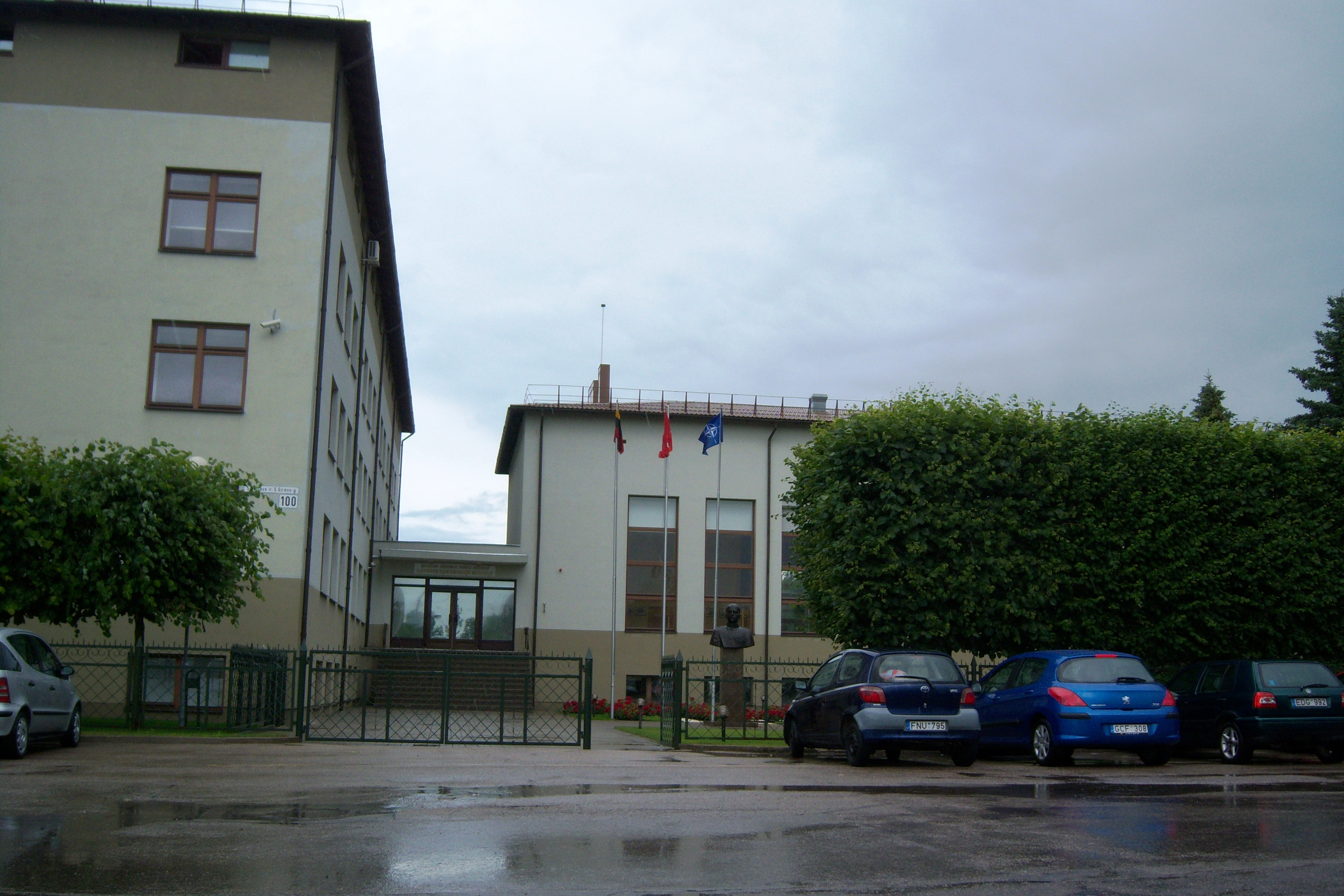
Divizijos generolo Stasio Raštikio Lietuvos kariuomenės mokykla

Die Divisionsgeneral-Stasys-Raštikis-Militärschule Litauens (lit. Divizijos generolo Stasio Raštikio Lietuvos kariuomenės mokykla) ist die erste Militärschule nach der Wiedererlangung der Unabhängigkeit in Litauen. In der Schule lernen Soldaten (Matrosen) und Unteroffiziere (junge Nachwuchsführungskräfte) aller litauischen Streitkräfte unter der Führung Trainingsprogramme. Die Schule hat auch Soldaten, Beamte und Angestellte, die nach einem Arbeitsvertrag in Schulungszentren  der litauischen Armee arbeiten, ihre Qualifikation wird geschult.
Von 1991 bis 2011 gab es 17.936 Hörer.